# Coves de Sant Oleguer
Les coves de Sant Oleguer són un conjunt de coves situades a Sabadell (Vallès Occidental) que foren excavades i habitades al marge dret del riu Ripoll a mitjans del segle xx. En un primer moment, l'administració de la ciutat durant el període franquista fou incapaç de trobar una solució d'habitatge per a l'abundant immigració que venia d'altres parts d'Espanya per treballar a la indústria tèxtil de Sabadell, fet que obligà moltes famílies a establir-se en barraques o, fins i tot, excavar coves com les de Sant Oleguer. El sector de Can Quadres i Sant Oleguer era la zona amb més coves habitades de Sabadell. L'any 1946 n'hi havia 112, que es comunicaven mitjançant camins i escales que havien creat els mateixos habitants. Nou anys més tard, el 1955, encara en quedaven 82, on vivien unes 500 persones. L'Ajuntament feu clausurar l'última cova habitada el 1958 i actualment el conjunt forma part de la Xarxa d'Espais de Memòria de Catalunya.